# Kingsley (Kentucky)
Kingsley es una ciudad ubicada en el condado de Jefferson en el estado estadounidense de Kentucky. En el Censo de 2010 tenía una población de 381 habitantes y una densidad poblacional de 2.043,12 personas por km².

## Geografía
Kingsley se encuentra ubicada en las coordenadas 38°13′19″N 85°40′22″O / 38.22194, -85.67278. Según la Oficina del Censo de los Estados Unidos, Kingsley tiene una superficie total de 0.19 km², de la cual 0.19 km² corresponden a tierra firme y (0%) 0 km² es agua.

## Demografía
Según el censo de 2010, había 381 personas residiendo en Kingsley. La densidad de población era de 2.043,12 hab./km². De los 381 habitantes, Kingsley estaba compuesto por el 97.64% blancos, el 0% eran afroamericanos, el 0.79% eran amerindios, el 1.05% eran asiáticos, el 0% eran isleños del Pacífico, el 0% eran de otras razas y el 0.52% pertenecían a dos o más razas. Del total de la población el 1.57% eran hispanos o latinos de cualquier raza.